# Lieben und lassen
Lieben und lassen (Catch and Release) ist eine US-amerikanische Filmkomödie von Susannah Grant aus dem Jahr 2006.

## Handlung
Grady, der Verlobte von Gray Wheeler, stirbt bei einem Unfall. Er wird an dem Tag bestattet, an dem die Hochzeit stattfinden sollte. Auf der Beerdigung erlebt Gray mit, wie Gradys ehemals bester Freund Fritz Sex mit einer Kellnerin hat. Gray ist entsetzt und beschimpft Fritz. Nach der Beerdigung erfährt Gray von einem Anwalt, dass Grady kein Testament aufgesetzt hat und sie daher sein Vermögen nicht erben kann. Weil sie sich das bisher gemeinsam bewohnte Haus nicht mehr leisten kann, zieht sie aus.
Gray kommt bei Gradys engsten Freunden Sam und Dennis unter, die aber auch Fritz aufgenommen haben. Sie kümmert sich um die Auflösung von Gradys Konten und stößt dabei auf ein ihr unbekanntes Konto über eine Höhe von über einer Million Dollar. Die Zinsen dieses Kontos wurden regelmäßig an eine Frau in Los Angeles überwiesen. Durch das Klingeln von Gradys altem Handy und darauf hinterlassenen Nachrichten misstrauisch geworden, stellt sie Fritz zur Rede, und erfährt, dass Grady mit einer gewissen Maureen Monette einen unehelichen Sohn hat, den er finanziell unterstützte und der in der kurzen Affäre vor der Beziehung mit Gray gezeugt wurde.
Plötzlich taucht Maureen mit ihrem dreijährigen Sohn Mattie auf. Sie hat in der Nähe ein Motel gefunden und ist auf der Suche nach Grady. Gray wimmelt sie zunächst ab und ist enttäuscht, denn da Mattie erst vier Jahre alt wird, muss die Affäre schon während ihrer Beziehung mit Grady gewesen sein. Sie will ihre Wut an Fritz auslassen, kommt jedoch nicht dazu, da sie sich zu ihm hingezogen fühlt und ihn küsst. Er erzählt ihr danach alles, was er über Gradys Affäre weiß.
Eines Tages trifft Gray Maureen unverhofft im gemeinsamen Haus an. Nachdem sich die ersten Spannungen gelegt und sich alle näher kennengelernt haben, bietet Sam den beiden Neuankömmlingen ebenfalls Platz im Hause an.
Gray ist sich nicht sicher mit ihren Gefühlen zu Fritz, doch schließlich beginnt sie eine Affäre mit ihm. Dennis, der schon lange in Gray verliebt ist, offenbart sich Gray, die jedoch seine Gefühle nicht erwidert. Sie möchte ihm nicht weh tun und behauptet, dass sie keine Gefühle für Fritz hätte. Fritz bekommt dieses Gespräch mit, packt seine Sachen und geht zurück nach Los Angeles.
Währenddessen zweifelt Gradys Mutter, dass der unterstützte Junge wirklich der biologische Sohn ihres Sohnes ist. Als sich nach einem DNA-Test herausstellt, dass Grady nicht der Vater ist, geht Gray zu Gradys Mutter und setzt sich für den Jungen ein; sie gibt ihr den Verlobungsring als Gegenleistung für die weitere Unterstützung. Gradys Mutter gibt den Ring zurück und überreicht Monette einen Scheck.
Die Tage nach Gradys Beerdigung vergehen und jeder wird auf seine Art und Weise mit seinem Tod fertig. Sam hat eine Beziehung mit Maureen begonnen und ist der alleinerziehenden Mutter eine große Hilfe. Dennis findet endlich wieder Ruhe und ist stolz auf seinen Garten.
Gray reist zu Fritz. Die beiden finden wieder zueinander.

## Kritiken
James Berardinelli schrieb auf ReelViews, der Film sei „konfus“ und „unzusammenhängend“. Lediglich einige wenige Szenen seien „wirkungsvoll“ und „berührend“. Beinahe jeder Versuch, Humor zu zeigen, sei misslungen; Jennifer Garner sei fehlbesetzt.

## Hintergrund
Der Film wurde in Boulder (Colorado) und in Vancouver gedreht. Er hatte seine Weltpremiere am 20. Oktober 2006 auf dem Austin Film Festival. Der Film spielte bei den geschätzten Produktionskosten von ca. 25 Millionen US-Dollar in den Kinos der USA ca. 15,27 Millionen US-Dollar ein.